# شره
شره، روستایی از توابع بخش مرکزی شهرستان ایذه در استان خوزستان ایران است.

## جمعیت
این روستا در دهستان پیان قرار دارد و براساس سرشماری مرکز آمار ایران در سال ۱۳۸۵، جمعیت آن ۱۲۲ نفر (۱۹خانوار) بوده‌است.مردم روستا از ایل بختیاری طایفه کورکور زراسوند میباشند و به زبان لری بختیاری صحبت میکنند.